# Ambrozie Meleacă
Ambrozie Meleacă, pe numele de mirean Valentin Meleacă, (n. 20 aprilie 1969, Scorțeni, județul Prahova) este un episcop ortodox român, titular al scaunului episcopal al Episcopiei Giurgiului, membru al Sfântului Sinod al Bisericii Ortodoxe Române.
În anul 1990 a fost tuns în monahism la Schitul Crasna, iar în anul 1992 a fost hirotonit diacon, apoi preot. În anul 1996 a fost ales stareț al Schitului Darvari din București, iar tot în același an a obținut licența în teologie. În anul 1999 primește rangul de Protosinghel și obține un Master în teologie la Facultatea de Teologie Ortodoxă din București. Între 1999-2005 a făcut studii de Doctorat la Facultatea de Teologie a Universității din Salonic, iar în anul 2005 devine Doctor în Teologie. La 15 octombrie 2000 a fost ales episcop vicar patriarhal, iar în anul 2006 episcop al Episcopiei Giurgiului.

## Viața monahală
În anul 1990 a intrat în obștea schitului Crasna, un centru monahal din Prahova. În anul 1991 a fost tuns în monahism, ocazie cu care a primit numele sfântului Ambrozie de Milano. În anul 1992 a fost hirotonit ieromonah.

### Studii
Atrăgând atenția prin comportarea exemplară și prin interesul vădit pentru studiu și cultură, Ambrozie urmează, între anii 1992–1996, cursurile Facultății de Teologie Ortodoxă „Justinian Patriarhul” din București. 
În anul 1996 patriarhul Teoctist i-a încredințat ascultarea de stareț al schitului Darvari, redeschis după o lungă perioadă de nefuncționare. În tot acest răstimp, tânărul stareț a contribuit la întărirea obștei monahale, creând o comunitate de credincioși, construind un paraclis, stăreția, arhondaricul, trapeza și chiliile și restaurând vechea incintă. În paralel cu această slujire, el și-a continuat studiile, urmând cursurile de masterat ale aceleiași facultăți, la secția „doctrină și cultură”. Lucrarea de disertație cu titlul „Palamism și secularizare”, a fost redactată sub îndrumarea pr. Dumitru Popescu, și a fost tipărită în anul 2000.

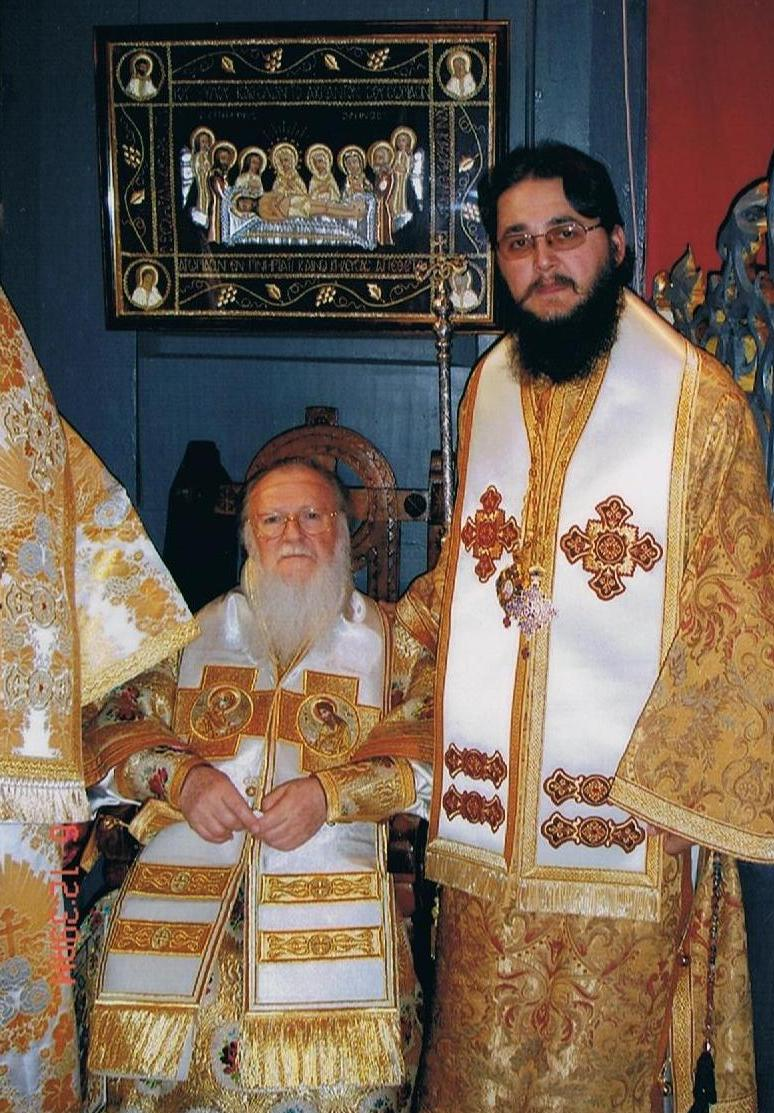
Episcopul Ambrozie alături de patriarhul ecumenic Bartolomeu

În anul 1999 a primit rangul de protosinghel, în același an fiind admis și la cursurile de doctorat ale Facultății de Teologie Ortodoxă din Salonic, cu un proiect despre problema Bisericii Unite Transilvănene. Munca de cercetare va fi încununată prin susținerea lucrării cu titlul „Considerarea istorică a cauzelor și consecințelor unirii Bisericii Ortodoxe din Transilvania cu Biserica Romano-Catolică”, sub îndrumarea științifică a prof. dr. Apostolos Glavinas, susținută pe 3 martie 2005. Comisia, formată din opt profesori greci, va acorda acestei lucrări calificativul Arista („excepțional”), propunând publicarea ei.

### Episcop vicar patriarhal

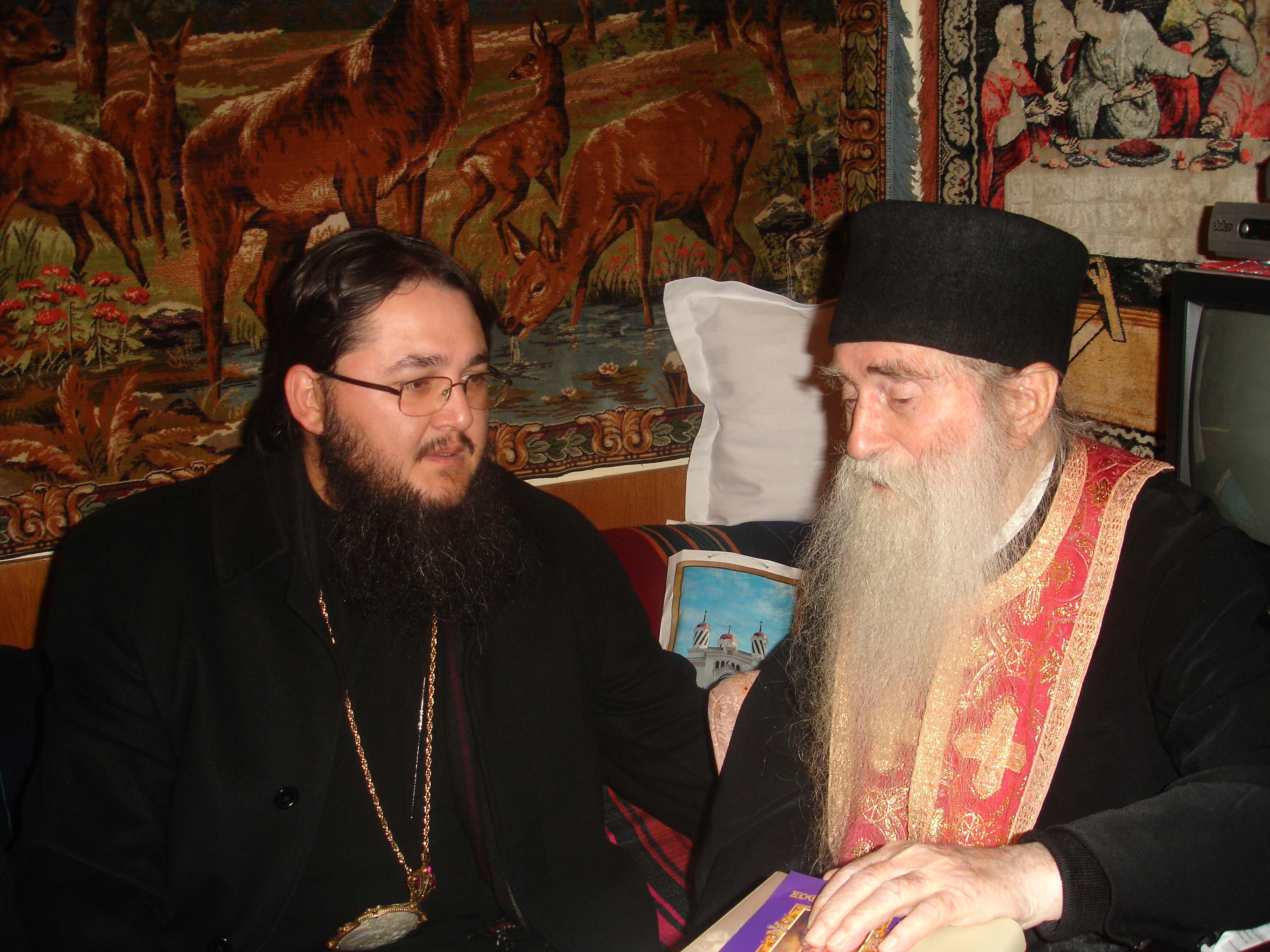
Episcopul Ambrozie alături de arhim. Arsenie Papacioc, la Mănăstirea Techirghiol

În ziua de 4 octombrie 2000 Sfântul Sinod al Bisericii Ortodoxe Române, la propunerea patriarhului Teoctist, l-a ales în funcția de episcop vicar patriarhal, cu titulatura „Sinaitul”, hirotonia având loc la data de 15 octombrie 2000. În această calitate a coordonat și îndrumat, conform deciziei patriarhale, următoarele sectoare: Relații Externe Bisericești, Comunități Externe, Învățământ, Biserica și Societatea, Diaconia, Biroul de Presă și Biroul de Pelerinaje. Începând din septembrie 2002, a primit spre coordonare Sectorul Comunități Externe, Sectorul Patrimoniu Național Bisericesc, Asociația Diaconia, Așezământul social „Patriarhul Justinian Marina”, Biroul de Pelerinaje al Patriarhiei Române cu Agenția de turism „Pelerinul”, Centrul de Servicii al Patriarhiei, precum și îndrumarea activității Schitului Darvari din București.

### Episcop al Giurgiului
Avându-se în vedere realizările și experiența acumulată timp de șase ani în slujirea de episcop vicar patriarhal, în ziua de 8 februarie 2006, Ambrozie Sinaitul a fost ales în demnitatea de episcop al Giurgiului de către Colegiul Electoral Bisericesc, întrunit sub președinția aceluiași patriarh Teoctist, și întronizat în ziua de 9 aprilie în Catedrala Episcopală „Adormirea Maicii Domnului” din Giurgiu.

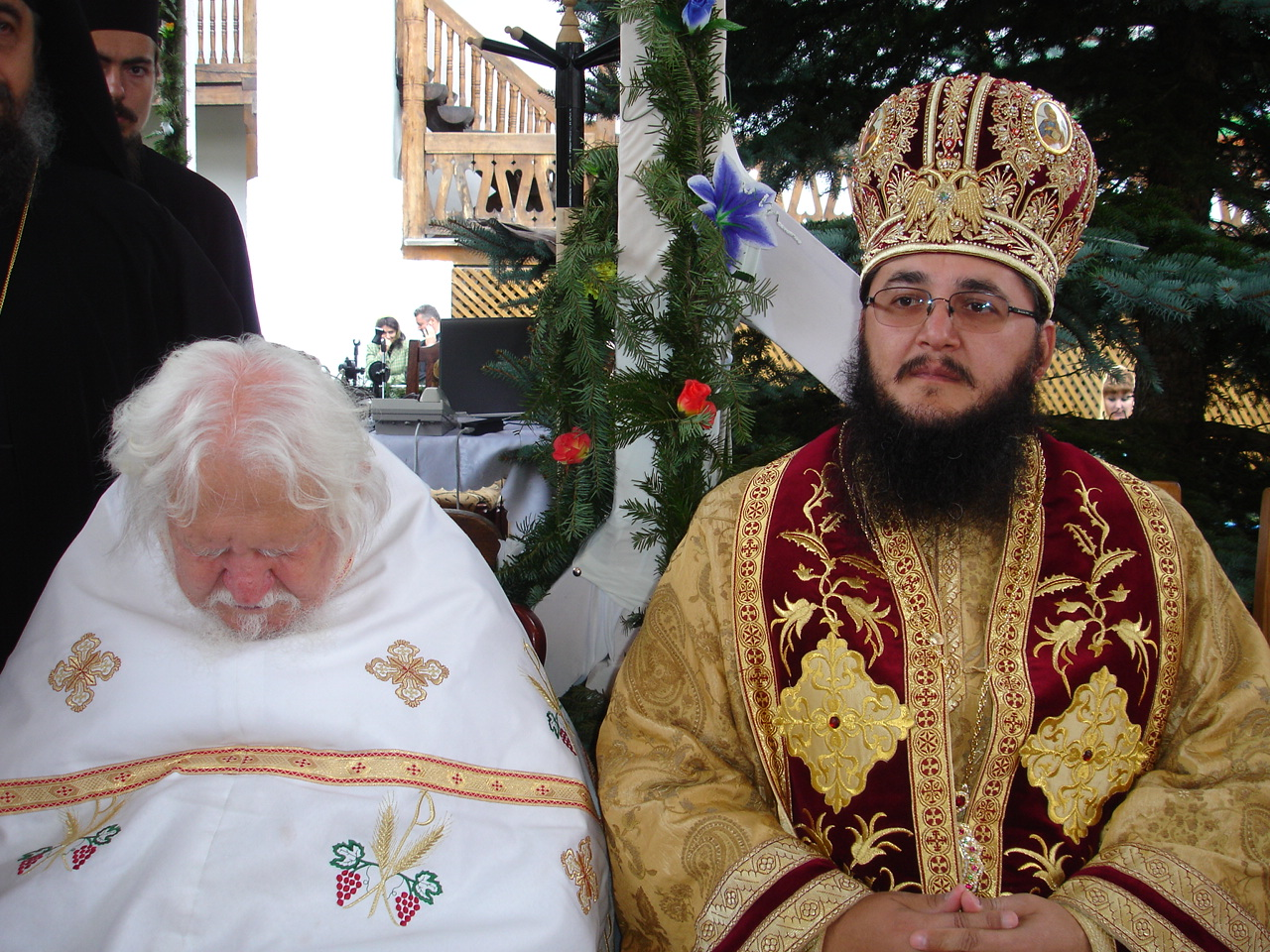
Episcopul Ambrozie alături de arhim. Teofil Părăian, la Mănăstirea Sâmbăta de Sus

Un aspect important al desfășurării activității sale de episcop îl reprezintă învigorarea vieții monahale, prin înființarea de mănăstiri și schituri. Multe mănăstiri și biserici, monumente istorice, au fost restaurate sub directa îndrumare a chiriarhului locului. Astfel, au fost înființate mănăstirea „Sf. Gheorghe” și Schitul „Sf. Nicolae” din Giurgiu, mănăstirea „Buna Vestire” din Bolintin, schitul „Acoperământul Maicii Domnului” din comuna Izvoarele, satul Chiriacu, Mănăstirea „Sf. Ioan Rusul” în pădurea de la Slobozia, schitul Mironești și au fost reactivate schitul „Barbu Belu” de la Gostinari și schitul Strâmbu-Găiseni din localitatea Găiseni.

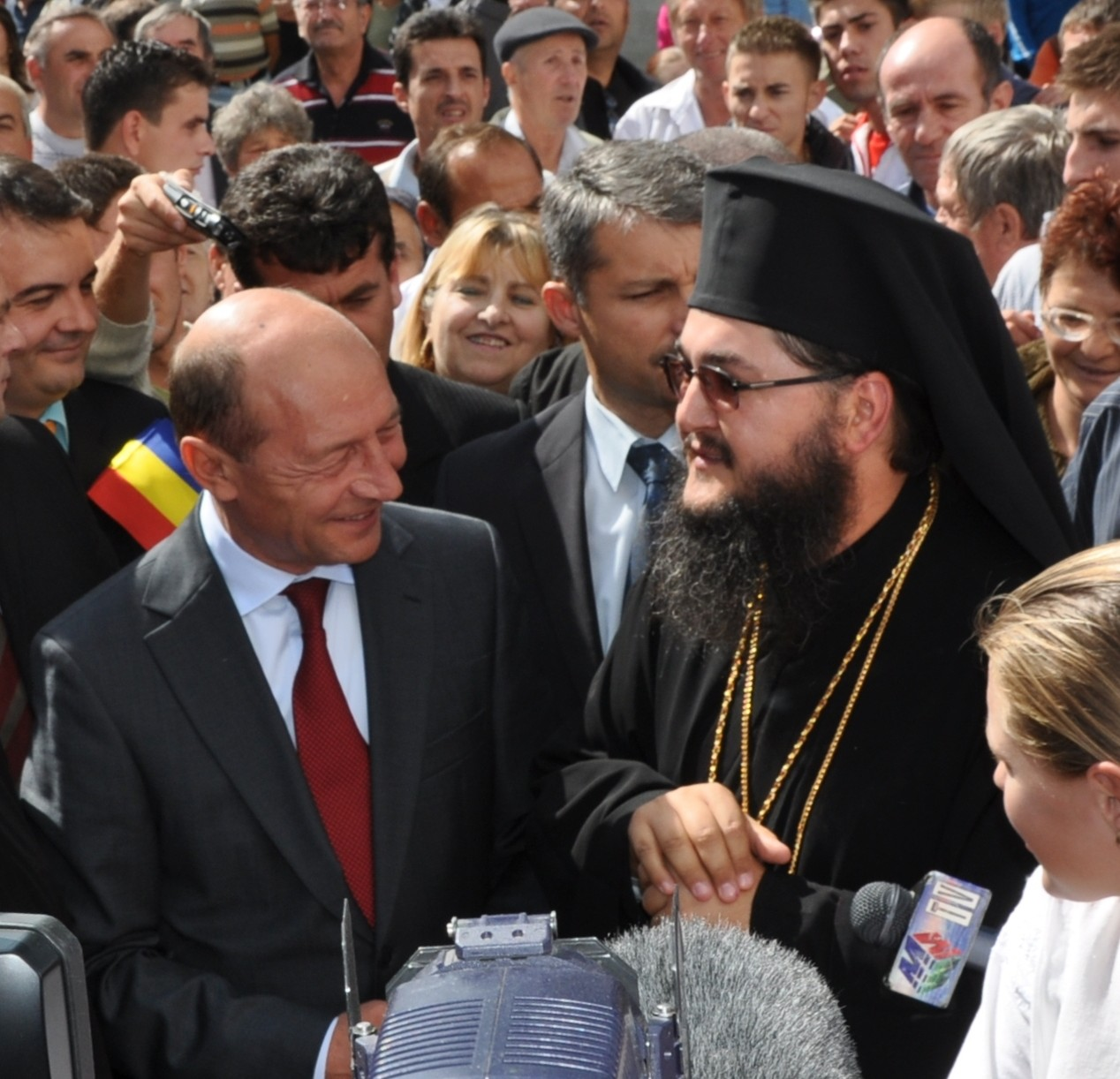
Fotografie realizată cu ocazia vizitei președintelui Băsescu la Mănăstirea Comana

De asemenea, Catedrala Episcopală „Adormirea Maicii Domnului” din Giurgiu a fost constant în atenția sa, atenție concretizată prin realizarea amplelor lucrări de restaurare și consolidare ale acestei biserici, lucrări de curățire a picturii, a fost împodobită cu deosebite odoare sfinte pentru desfășurarea cultului. Toate aceste strădanii au fost binecuvântate prin săvârșirea slujbei de resfințire de către noul patriarh Daniel, cu ocazia vizitei canonice pe care a efectuat-o în Episcopia Giurgiului în data de 23 aprilie 2010. 

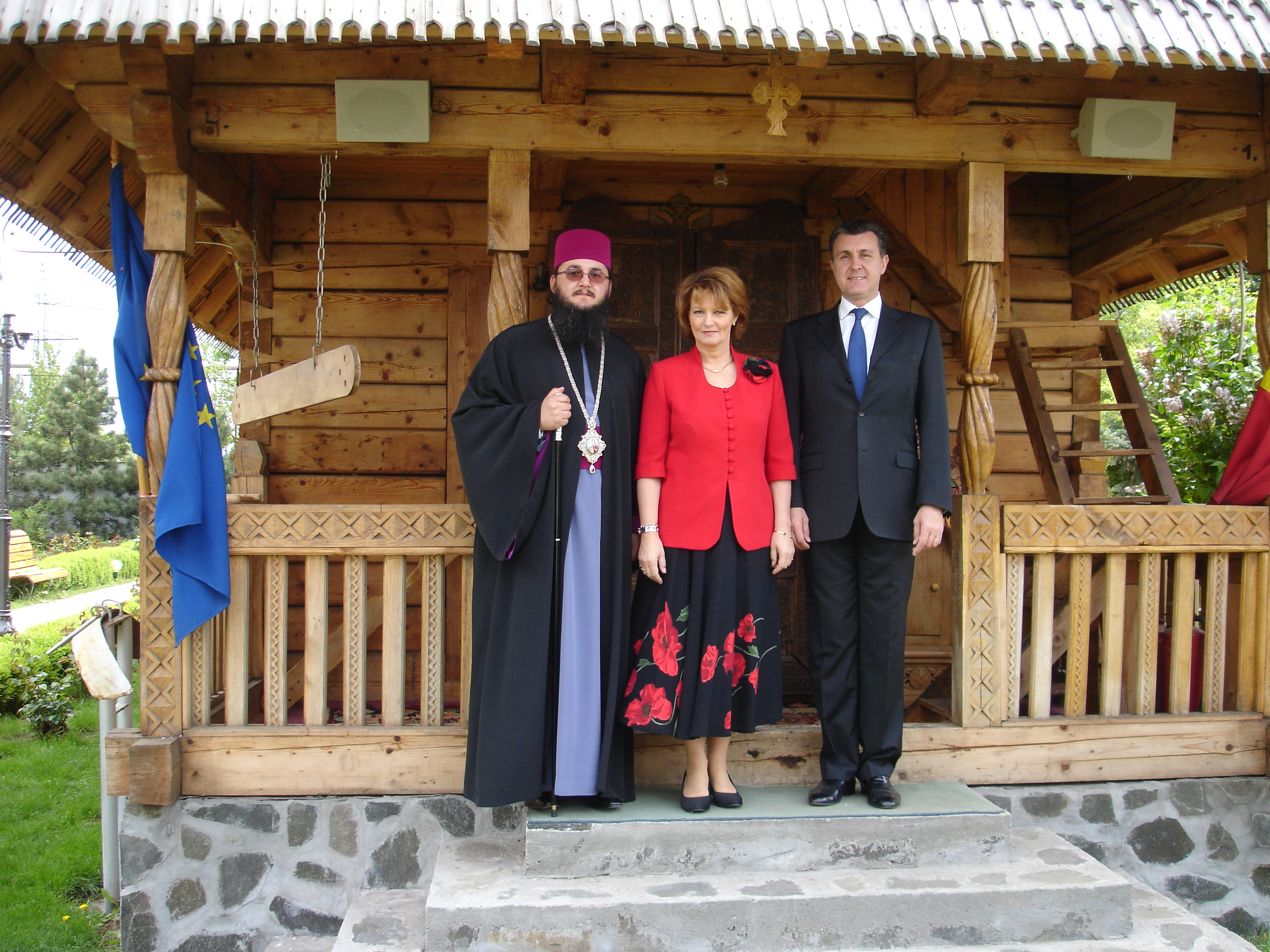
Fotografie realizată cu ocazia vizitei principesei Margareta și a principelui Radu al României la mănăstirea Sfântul Gheorghe din Giurgiu

Totodată, alături de înființarea sau restaurarea centrelor monahale, a fost susținută și activitatea parohiilor, sprijinindu-se achiziționarea de case parohiale în parohiile sărace, conservarea și consolidarea monumentelor istorice, ridicarea de noi lăcașe de cult și înzestrarea acestora cu tot ceea ce este necesar în vederea bunei desfășurări a vieții parohiale. Construirea de noi biserici pentru parohiile lipsite de locașurile de cult, ca și restaurarea celor vechi, împodobirea lor cu pictură nouă sau restaurarea celei existente, rămân dovezi ale vocației sale de ctitor.A fost sporit patrimoniul parohiilor sărace din cuprinsul eparhiei noastre prin achiziționarea de case parohiale. Au fost sprijinite lucrările de construcție sau restaurare la multe din locașurile de cult.
În plan social-filantropic, au fost înființate mai multe centre sociale, menite să vină în sprijinul celor defavorizați. Între acestea, se numără Asociația „Letca Nouă”, înființată în 2006, ce cuprinde (în anul 2012) mai multe centre – Așezământul social „Dumnezeieștii Părinți Ioachim și Ana”, Casa protejată „Nifon Mitropolitul” și Așezământul social „Grădina Maicii Domnului”. A luat ființă „Așezământul Sf. Arhangheli Mihail și Gavriil” din comuna Slobozia de Giurgiu, așezământ ce are drept scop ocrotirea și reintegrarea în societate a mamelor și copiilor, victime ale violenței în familie. Mamele și copiii care sunt ocrotiți aici beneficiază de un program foarte bine stabilit pentru o perioadă de un an, timp în care persoanele aflate în dificultate vor încerca, cu ajutorul unei echipe a Episcopiei Giurgiului (medic, asistent medical, psiholog, asistent social, jurist, administrator, instructor de educație), să rezolve situația socială în care se află. De asemenea, în cadrul Episcopiei de la Giurgiu funcționează cabinetul medical „Sf. Ioan Rusul”, deservit de monahia Andreea Dragomir, medic de familie. Pentru a veni în sprijinul bolnavilor din jud. Giurgiu, în anul 2012 cabinetul a fost dotat cu un electrocardiograf, fiind, în același timp, asigurată asistența medicală pentru circa 1000 persoane care nu beneficiază de asigurări medicale de sănătate.
A acordat binecuvântarea sa înființării mai multor centre social-culturale în cadrul cărora se desfășoară atât programul catehetic „Hristos împărtășit copiilor”, cât și diferite conferințe ale credincioșilor giurgiuveni. Între aceste centre se numără Centrul Cultural-Pastoral „Meletie Arhimandritul” din incinta mănăstirii Sfântul Mare Mucenic Gheorghe, Centrele Cultural-Misionare „Sfântul Ioan Valahul” și „Nichifor Crainic” din incinta Centrului Eparhial, Centrul Cultural „Radu Șerban” din incinta mănăstirii Comana, Centrul Cultural „Dimitrie Bolintineanu” de la parohia Bolintin-Vale, și Centrul Pastoral-Misionar „Sfânta Muceniță Filofteia” de la parohia Joița.
În anul 2012, în ziua de 20 decembrie Episcopia Giurgiului, a achiziționat conacul Drugănescu, situat în comuna Florești-Stoenești. Acest monument de arhitectură, ridicat între anii 1717-1715 de către Gavril Drugănescu, se situează în rândul palatelor brâncovenești de la Mogoșoaia, Sâmbăta și Potlogi. Aici, Episcopia Giurgiului a început să amenajeze: Centrul Pastoral-Cultural „Gavril Drugănescu”, sediul protoieriei Bolintin, un muzeu etnografic al Episcopiei Giurgiului și un centru de restaurare al obiectelor de patrimoniu din eparhie. De asemenea, a fost înființată Editura Eparhială și Muzeul eparhial.
Activitatea editorială a Editurii Episcopiei Giurgiului cuprinde apariția publicației lunare „Revista Ortodoxă”, precum și o serie de studii și cărți cu conținut teologic și duhovnicesc. Din anul școlar 2008–2009, Seminarul Teologic din Giurgiu poartă numele celui de al V-lea patriarh ortodox, care a contribuit în mod decisiv la înființarea lui. Pentru buna desfășurare a procesului de învățământ, Ambrozie a pus la dispoziția tinerilor teologi un volum impresionant de cărți din biblioteca personală, a amenajat o sală specială pentru audiții. Totodată, Episcopia Giurgiului acordă lunar bursa „Teoctist Patriarhul” elevilor eminenți ai Seminarului, ținând cont atât de rezultatele de la învățătură, cât și de situația socială a acestora.

## Candidat la scaunul de arhiepiscop al Buzăului
În data de 28 februarie 2013 a obținut 6 voturi pentru a deveni arhiepiscop al Buzăului. Contracandidatul său, Ciprian Spiridon, a obținut 41 din 47 voturi valabil exprimate, și a devenit astfel arhiepsicop al Arhiepiscopiei Buzăului și Vrancei. Amândoi candidații au provenit din obștea Mănăstirii Crasna, Prahova.

## Distincții
A fost decorat în februarie 2004 cu Ordinul Meritul Cultural în grad de Comandor, Categoria G - „Cultele”, „în semn de apreciere deosebită pentru activitatea susținută în domeniul cultelor, pentru spiritul ecumenic și civic dovedit și pentru contribuția avută la întărirea legăturilor interconfesionale, de bună și pașnică conviețuire între toți oamenii”.

## Controverse
Acesta a punctat în repetate rânduri poziția sa față de atitudinea clasei politice în raport cu cetățenii, printre care și modul în care aceștia au gestionat situația pandemiei de coronavirus.

Potrivit unei transcrieri a discursului său, realizate de r3media, Meleacă a sugerat că incendiile din spitalele de stat (in contextul pandemiei Covid 19) sunt intenționate si a cerut credincioșilor să nu se vaccineze.
Nu vă smintiți de ceea ce vedeți la TV, nu vă speriați nici de covid, nu vă grăbiți să vă vaccinați, lăsați-i pe ei, parlamentarii, să se vaccineze mai întâi. Toți senatorii și deputații. Și apoi. Și de-o mai rămâne un vaccin din astea 120 milioane cumpărate de Câțu, abia atunci să vă vaccinați, că sunt… expirate… Își bat joc de români, bată-i Dumnezeu să-i bată, de dușmani…!
Pentru aceste declarații i s-a deschis dosar penal la 18 octombrie 2021 de către polițiștii din cadrul Secției nr. 1 Poliție Rurală Călugăreni.